# 蕺山街道
蕺山街道，中国浙江省绍兴市越城区下辖的一个街道。
2018年12月，撤销蕺山街道，并调整塔山、府山、北海、稽山、迪荡5个街道的管辖范围。

## 行政区划
原辖：
日晖桥社区、团结社区、广宁桥社区、八字桥社区、洞桥社区、乐苑社区、永兴社区、鞋子畈社区、龙洲花园社区、蕺山社区、书圣故里社区、昌安社区和白马社区。

## 知名人物
- 蔡元培，参见绍兴蔡元培故居